# Arturo Giovannitti

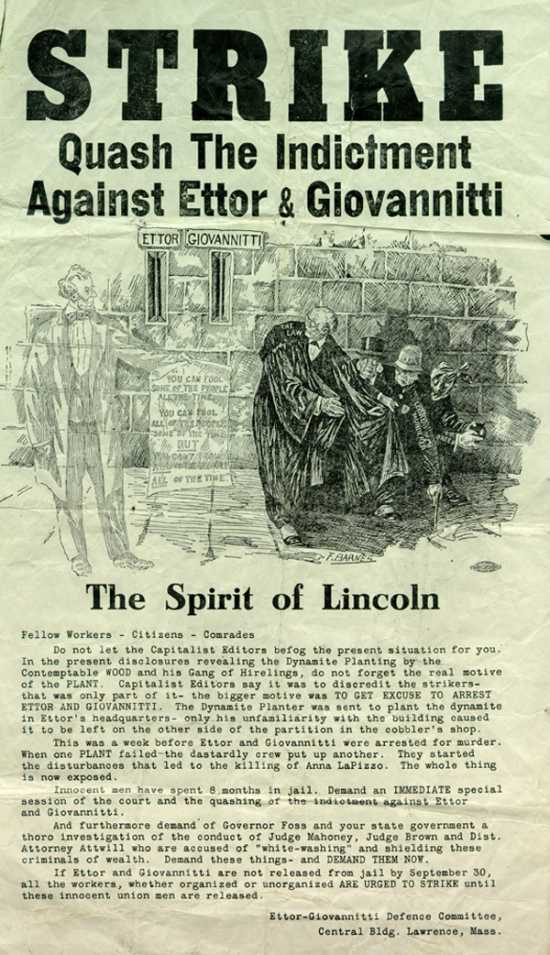
Volantino distribuito a Lawrence nel settembre 1912.

Arturo Giovannitti (Ripabottoni, 7 gennaio 1884 – New York, 31 dicembre 1959) è stato un sindacalista, attivista e poeta italiano naturalizzato statunitense.

## Biografia
Giovannitti nacque a Ripabottoni, in provincia di Campobasso, il 7 gennaio 1884 da una famiglia benestante; iniziò gli studi nella sua terra natale. Impegnato giovanissimo nei movimenti sociali di inizio Novecento fu inviato dalla famiglia in America per allontanarlo dal suo attivismo politico. In America studiò dapprima a Montréal presso un seminario protestante (associato alla Università McGill), poi per breve tempo presso la Columbia University di New York. Successivamente lavorò per qualche tempo nelle miniere di carbone della Pennsylvania.
Subito attivo nelle lotte operaie d'oltreoceano, nel 1908 aderì alla Federazione Socialista Italiana del Nord America e successivamente al sindacato rivoluzionario Industrial Workers of World (IWW). Fu editore del settimanale radicale in lingua italiana Il proletario e fu tra i più grandi oratori del movimento operaio. Nel 1912 fu coinvolto con Joseph Ettor in un caso giudiziario che lo rese noto in tutto il mondo e che anticipò il più famoso caso giudiziario di Sacco e Vanzetti.
Durante il grande sciopero di Lawrence nel Massachusetts del 1912, negli scontri con le forze dell'ordine fu uccisa la trentaquattrenne Anna LoPizzo, un'operaia tessile. Di tale assassinio furono ritenuti responsabili Arturo Giovannitti e Giuseppe (Joseph) Ettor (tra gli organizzatori dello sciopero per l'IWW), nonché l'operaio Joseph Caruso, ritenuto l'esecutore materiale dell'assassinio. I tre furono incarcerati, e il loro caso suscitò un enorme clamore nell'opinione pubblica statunitense e mondiale.
Per affermare la loro innocenza si fondarono movimenti e associazioni in tutto il mondo. L'IWW con una sottoscrizione pagò le spese processuali. I lavoratori tessili di Lawrence proclamarono uno sciopero generale per il loro rilascio. Le manifestazioni di rivolta in difesa dei due sindacalisti, furono capeggiate dagli anarchici italiani Umberto Postiglione e Carlo Tresca. Giovannitti fu processato con Ettor e Caruso a Salem, in Massachusetts, e tutti gli imputati furono scagionati nel novembre 1912.
Giovannitti fu instancabile nel suo attivismo. Fondò e scrisse su vari giornali in lingua italiana e inglese. Nel 1923 fu il primo segretario generale della Anti-Fascist Association of North America. Nel 1925 insieme a Ettor si adoperò per la causa di Sacco e Vanzetti. In carcere Giovannitti scrisse il poema The Walker, che lo fece conoscere ad un ampio pubblico. Tra i suoi scritti sono da ricordare la raccolta di poesie Parole e sangue (1938) e Quando canta il gallo (1957). Sono stati pubblicati postumi The Collected Poems (1962), scritti in lingua inglese.

## Memoria
In memoria di Arturo Giovannitti è stato realizzato nel 2011 lo spettacolo teatrale L'autodafé del camminante tratto da The Walker e L'autodifesa di Arturo Giovannitti, interpretato dal giovane Diego Florio, con adattamento e regia di Stefano Sabelli.
È bandito da diversi anni ad Oratino (Campobasso) il Premio Nazionale di Poesia Arturo Giovannitti, giunto nel 2019 alla XVI edizione. Nel 2012, in memoria del processo di Salem, è stato posto, in Oratino, da parte dell'associazione culturale Arturo Giovannitti, sulla facciata della casa della famiglia Giovannitti, un busto marmoreo raffigurante lo stesso Arturo.
Nel 2012 il comune di Campobasso ha intitolato una via della zona industriale a suo nome.